# Suchovršice
Suchovršice (německy Saugwitz) jsou obec v okrese Trutnov v Královéhradeckém kraji. Žije zde 373 obyvatel. Obec se rozprostírá v údolí po obou březích řeky Úpy, zhruba sedm kilometrů jihovýchodně od Trutnova. Patří k nejmenším obcím regionu Jestřebí hory.

## Historie
První písemná zmínka o obci pochází z roku 1545.

## Obyvatelstvo
| Rok            | 1869 | 1880 | 1890 | 1900 | 1910 | 1921 | 1930 | 1950 | 1961 | 1970 | 1980 | 1991 | 2001 | 2011 | 2021 |
| -------------- | ---- | ---- | ---- | ---- | ---- | ---- | ---- | ---- | ---- | ---- | ---- | ---- | ---- | ---- | ---- |
| Počet obyvatel | 582  | 572  | 591  | 662  | 864  | 777  | 742  | 522  | 530  | 459  | 366  | 353  | 357  | 341  | 361  |
| Počet domů     | 107  | 111  | 114  | 119  | 127  | 129  | 141  | 147  | 134  | 126  | 107  | 122  | 125  | 132  | 138  |

## Obecní správa
Mezi lety 1869–1980 Suchovršice byly obcí v okrese Nové Město a později v okrese Trutnov. Od 1. ledna 1981 do 31. srpna 1990 patřil jako část města k Úpici a od 1. září 1990 je opět samostatnou obcí.

### Obecní symboly
Znak a vlajka byly obci uděleny rozhodnutím předsedy Poslanecké sněmovny Parlamentu České republiky dne 15. dubna 2010.

## Doprava
Obcí prochází silnice I/14.
V obci je železniční zastávka na trati Jaroměř - Trutnov.

## Pamětihodnosti
- Socha svatého Jana Nepomuckého
- Pomník obětem první a druhé světové války
- Tři dřevěné kryté lávky přes Úpu[8]
- Dřevěná zvonice z roku 1730[9]
- Zlatá jáma
- Lípy v Suchovršicích, dvojice památných stromů